# Université du Salvador
L’université du Salvador (en espagnol, Universidad de El Salvador, abrégé en UES) est l'université la plus grande et la plus ancienne du Salvador et la seule université publique du pays. Son campus principal, la Ciudad Universitaria, est situé à San Salvador, mais l'université compte d'autres campus dans les villes de Santa Ana, San Miguel et San Vicente.

## Professeurs
- María Isabel Rodríguez (née en 1922), physiologiste cardiovasculaire, députée, ministre de la Santé.

## Honneur
L'astéroïde (1465) Autonoma est nommé en son honneur.